# Трубникова, Наталья Евгеньевна
Ната́лья Евге́ньевна Тру́бникова (род. 17 июля 1955, Москва) — советская балерина и актриса, известная по главной роли в фильме «31 июня».

## Биография
Наталья Трубникова родилась 17 июля 1955 года в Москве. Отец Натальи работал в Арбитражном суде. Окончила балетмейстерский факультет ГИТИСа, а позже выступала на сцене Московского академического музыкального театра имени Станиславского и Немировича-Данченко. После роли в «31 июня», по её собственному выражению, превратилась в «актрису кинопроб» — режиссёры не утверждали её на роли, предполагая, что она скоро уедет за границу.
В 1990 году вместе с мужем, известным солистом балета, а позже режиссёром-балетмейстером и педагогом Анатолием Кулаковым, приняла участие в создании школы «Русская Академия Моделей».

## Фильмография
Полную фильмографию Натальи Трубниковой составляют 14 фильмов.
- 1976 — 12 стульев (3-я серия) — капитан корабля из фантазии Остапа Бендера
- 1978 — 31 июня — принцесса Мелисента
- 1980 — Клоун — Ирина, жена Раскатова
- 1981 — Шляпа — Наташа, жена Савицкого
- 1982 — Смерть на взлете — сослуживица Игоря Крымова (гостья на дне рождения Крымова)
- 1984 — Формула любви — эпизод, нет в титрах
- 1986 — Тайна Снежной королевы — дама из свиты Снежной Королевы (нет в титрах)
- 1988 — Фантазёр
- 1990 — Музыкальные Игры — эпизод
- 1993 — Аляска Кид — Кончита
- 1994 — Откровения (телеспектакль)